# Contagio histérico
En la psicología social, el contagio histérico ocurre cuando las personas en un grupo muestran signos de un problema físico o enfermedad, cuando en realidad hay fuerzas psicológicas y sociales responsables.
El contagio histérico es una forma fuerte de contagio emocional, que describe el efecto imitador del comportamiento imitativo basado en el poder de la sugestión y la influencia del boca a boca, porque los síntomas a menudo incluyen aquellos asociados con la histeria clínica. Esta tesis parece avalada por el trabajo de investigación de Alejandro Riascos en 2021.
En 1977 Frieda L. Gehlen ofreció una teoría revisada del contagio histérico que argumenta que lo que en realidad es contagioso es la creencia de que mostrar ciertas características «le dará derecho a uno a los beneficios secundarios del papel del enfermo». Puede ser una decisión inconsciente por parte del individuo. Se cree que este enfoque propuesto por Gehlen es más consistente con el conocimiento existente del proceso de contagio y los enfoques teóricos del comportamiento colectivo.

## Plaga de bichos de junio
La plaga de bichos de junio sirve como un ejemplo clásico de contagio histérico. En 1962 estalló una misteriosa enfermedad en un departamento de corte y confección de una fábrica textil estadounidense. Los síntomas incluyen entumecimiento, náuseas, mareos y vómitos. La noticia de un "bicho" (bug en inglés) en la fábrica, que podría morder a sus víctimas y hacer que desarrollaran los síntomas anteriores se propagó rápidamente.
Pronto sesenta y dos empleados desarrollaron esta misteriosa enfermedad, algunos de los cuales fueron hospitalizados. Los medios informaron sobre el caso. Después de la investigación realizada por médicos de la compañía y expertos del Centro de Enfermedades Transmisibles del Servicio de Salud Pública de los EE. UU., Se concluyó que el caso era de histeria colectiva.
Si bien los investigadores creyeron que algunos trabajadores fueron picados por el "bicho", la ansiedad probablemente fue la causa de los síntomas. Nunca se encontraron pruebas de un bicho que pudiera causar los síntomas de gripe anteriores, ni todos los trabajadores mostraron mordiscos.
Los trabajadores concluyeron que el ambiente era bastante estresante; la planta se había abierto recientemente, estaba bastante ocupada y la organización era mala. Además, la mayoría de las víctimas informaron altos niveles de estrés en sus vidas. Las fuerzas sociales parecían trabajar también.
De los 62 empleados que informaron síntomas, 59 trabajaban en el primer turno, 58 trabajaban en la misma área y 50 de los 62 casos ocurrieron en los dos días consecutivos después de que los medios supuestamente "sensacionalizaran" el evento. La mayoría de los empleados que se enfermaron se tomaron un tiempo libre para recuperarse.